# 拉包爾
拉包爾（Rabaul），又譯臘包爾、拉布爾，當地華人稱為亞包，是巴布亞新幾內亞的一個城市，位于新不列颠岛。在1994年以前，拉包爾一直都是東新不列顛省的省会。
拉包爾城始建于1878年，坐落在一座大型火山即拉包爾火山的火山環上，时常遭受火山爆發所带来的損害。1994年，一次特大火山爆發摧壞了拉包爾鎮的大部分。當局将省会迁往了20公里以外远离火山喷发的科可波，并在托库阿建造了新机场。歷史上的拉包爾有着較好的潛水服務設施和浮潜的地點，并有一個有特色的港口，因而逐漸成為一處旅遊點。現在，該鎮上仍然還有幾家提供潛水服務的店家。

## 歷史

### 建立至第一次世界大戰後

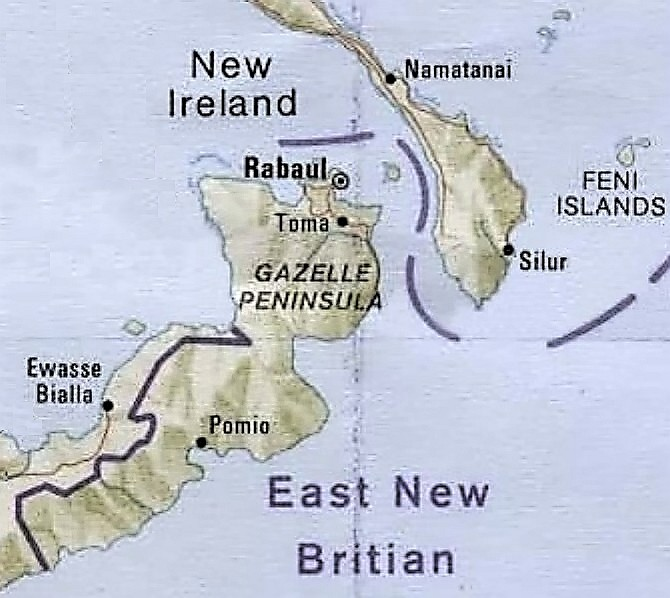
拉包爾旧地图

1910年德國人首先在紅樹林的沼澤上填土建鎮，將它命名為“拉包爾”，含義就是當地語言库阿努阿语中的“红树林”。第一次世界大戰後，拉包爾的所有權由德國轉為經國際聯盟托管于英國的自治領澳大利亞，隨後便成為新幾內亞領地的首府。在第二次世界大戰前，拉包爾鎮被建設成為一座地方基地。

### 第二次世界大戰
日本轟炸珍珠港引發太平洋戰爭后，拉包爾也成为了日军的攻擊目标。因此在1941年12月，疏散了鎮上除華裔和當地土著之外的所有妇孺。1942年1月，拉包爾受到了日軍大規模的轟炸，同年1月23日，作为新几内亚战役开端的拉包爾戰役爆發，數以萬計的日本海軍陸戰隊員登陸拉包爾。在日本佔領期間，日軍將拉包爾建設成了一座更坚固的軍事基地，並挖掘了數公里的隧道作為防空洞，以躲避盟軍的空中轟炸，同時，日軍還建立了拉包爾戰俘營，於此曾羈押大量作爲苦工的中國與印度戰俘。在1943年前，有大約11万名日軍駐紮在拉包爾。

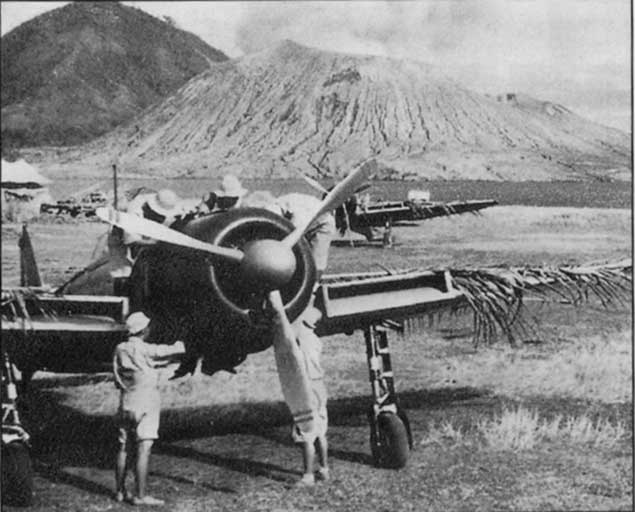
二戰時零戰二一型在拉包爾

1943年4月18日，因日本的通信密電被美軍破譯，日本襲擊珍珠港的指揮官山本五十六将军自拉包爾起飛飞往布干维尔岛的專機，被美國戰鬥機擊落。 随后，盟軍並未立即攻打拉包爾。而是在附近的海島上另行建設了數座飛機場，包圍拉包爾，以阻斷了日軍的補給，再加以1943年11月的拉包爾空襲，使拉包爾的基地變爲無用。今村均帶領日軍建立自給自足的體制。因此，日本人一直占領着拉包爾直到1945年8月戰爭結束，方才投降。這次戰爭對拉包爾的影響頗爲深遠，至今仍然可以在港口、土地和小山下找到軍事設施的殘跡。

### 第二次世界大战战后
战后，东新几内亚归还于其战前的管理国澳大利亚，拉包尔作为新几内亚群岛的主要城市，和世界上最优良的港口之一而繁荣起来。至1990年，拉包尔的人口为17044。但拉包尔并没有恢复其1937年前的新几内亚首府地位，这一地位被莫尔兹比港接替。
拉包尔壮丽的海港和其地理位置使其成为了新几内亚群岛地区的的贸易中心，巴布亚新几内亚于1975年从澳大利亚独立后仍是如此，直至1994年火山喷发。

## 地理

### 火山喷发
拉包尔火山是巴布亚新几内亚最活跃、最危险的火山之一，历史上拉包尔因其位于拉包尔火山口的边缘而不断受到火山活动的威胁。1878年，沃尔坎火山喷发。1937年塔乌鲁火山和沃尔坎火山分别噴發，造成507人死亡，並帶來極大的经济損失。此後，由于安全原因澳大利亞政府將新幾內亞領地的首府移動到新幾內亞島上的莱城。
1983年和1984年当地的火山出现爆发征兆，政府發佈了火山警報，协助鎮民撤離。直到1994年9月19日，塔乌鲁火山和沃尔坎火山再度噴發，火山灰摧毀了機場和大半個鎮，由於大量火山灰落在屋頂上，使得拉包爾東區的大多數建築物坍塌，這次的火山爆發導也导致新不列顛省的省会由拉包爾遷移到科可波。

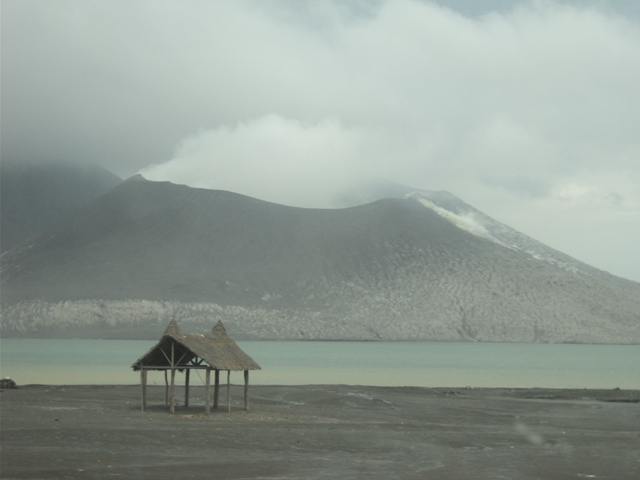
拉包爾火山
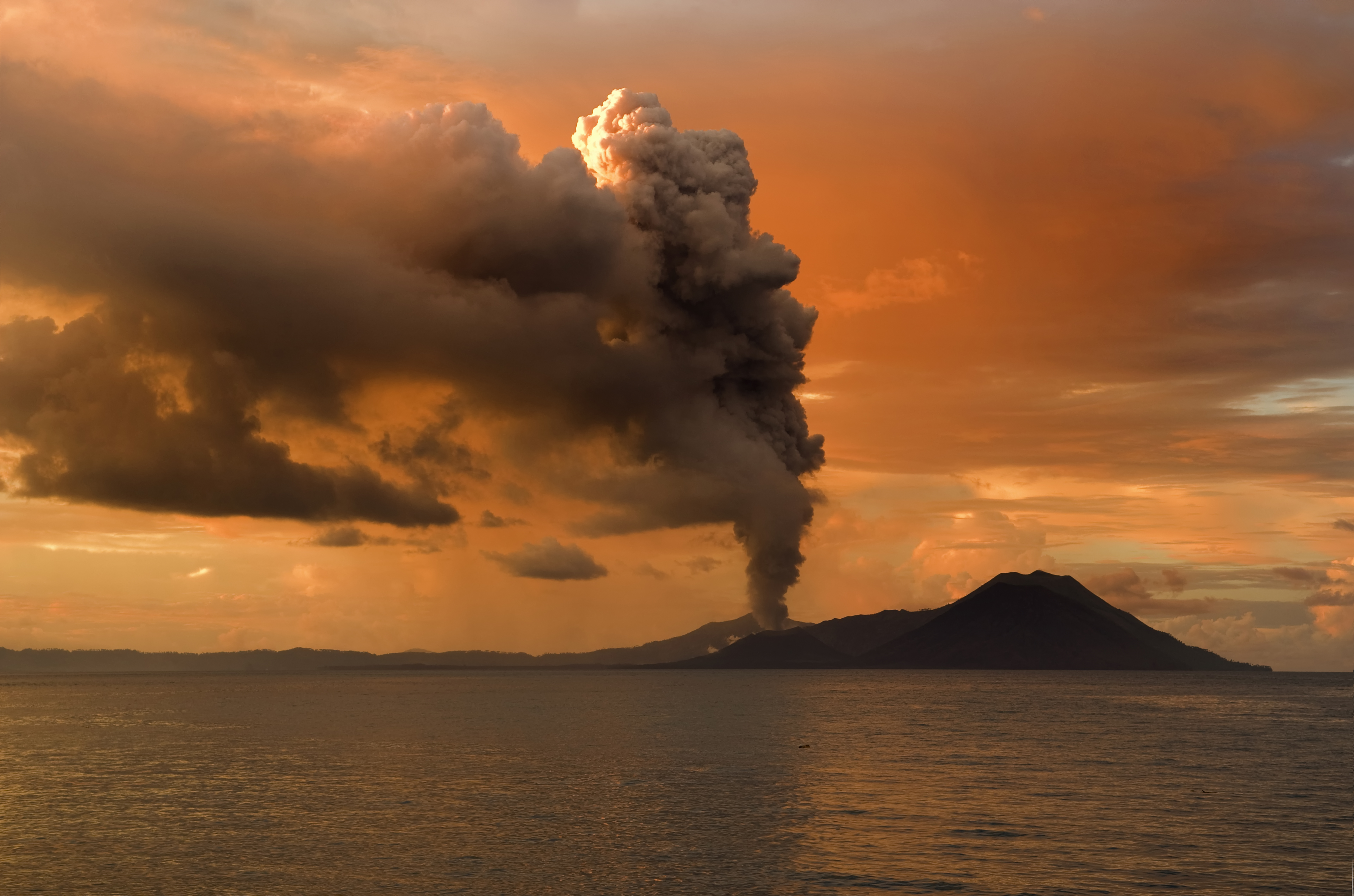
喷发中的塔乌鲁火山
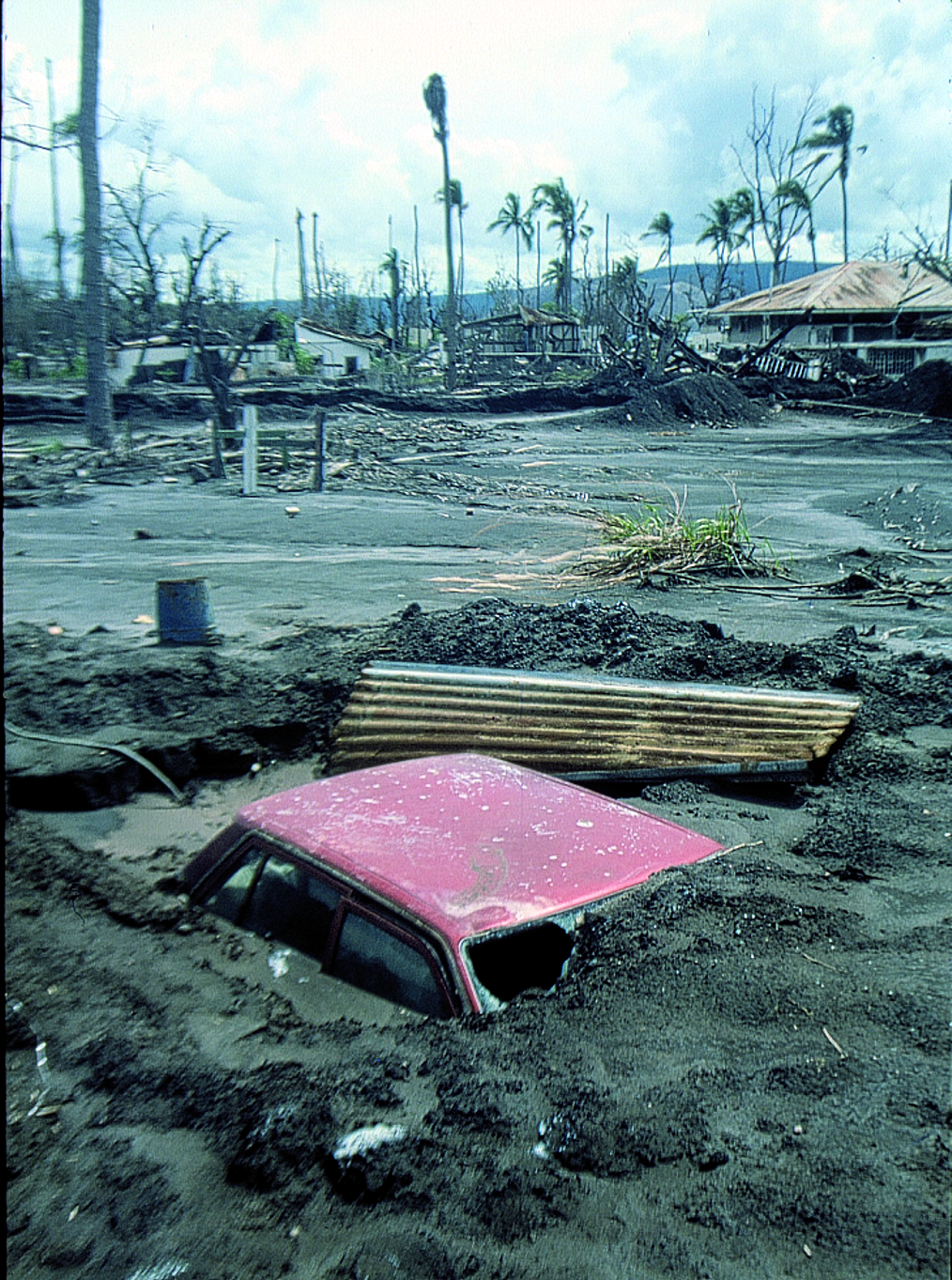
1994年拉包尔火山喷发后

### 气候
拉包尔的气候持续炎热、潮湿、阴天，全年降雨量很大，是典型的热带雨林气候。拉包尔的年平均气温为26.9°C，平均降雨量为2201毫米。
| 拉包爾            | 拉包爾  | 拉包爾   | 拉包爾    | 拉包爾   | 拉包爾   | 拉包爾   | 拉包爾   | 拉包爾   | 拉包爾    | 拉包爾   | 拉包爾   | 拉包爾   | 拉包爾     |
| 月份              | 1月     | 2月      | 3月       | 4月      | 5月      | 6月      | 7月      | 8月      | 9月       | 10月     | 11月     | 12月     | 全年       |
| ----------------- | ------- | -------- | --------- | -------- | -------- | -------- | -------- | -------- | --------- | -------- | -------- | -------- | ---------- |
| 平均高温 °C（°F） | 31 (87) | 31 (88)  | 31 (87)   | 31 (87)  | 31 (88)  | 31 (88)  | 31 (87)  | 31 (87)  | 32 (89)   | 32 (89)  | 31 (88)  | 31 (87)  | 31 (88)    |
| 平均低温 °C（°F） | 23 (74) | 23 (74)  | 23 (74)   | 23 (74)  | 23 (74)  | 23 (74)  | 23 (74)  | 23 (74)  | 23 (74)   | 23 (74)  | 23 (74)  | 23 (74)  | 23 (74)    |
| 平均降水量 cm（） | 23 (9)  | 24 (9.3) | 26 (10.1) | 22 (8.5) | 13 (5.1) | 11 (4.5) | 11 (4.3) | 10 (4.1) | 9.1 (3.6) | 11 (4.5) | 18 (7.1) | 24 (9.5) | 202 (79.7) |
| 来源：Weatherbase |         |          |           |          |          |          |          |          |           |          |          |          |            |

## 人口
- 1980年9月22日：14954人
- 1990年7月11日：17044人
- 2000年7月9日：3907人
- 2011年7月10日：4785人

## 文化

### 歌曲
- 大日本帝國海軍軍歌《南洋航路》歌詞中有提到拉包爾（ラバウル（羅春））。此曲於1940年創作，1944年改作為拉包爾小曲（ラバウル小唄），由新田八郎主唱，其中“南洋”是指當時大日本帝國控管的南洋廳，拉包爾小曲後來被改編為台灣進行曲。
- ，佐伯孝夫作词，古关裕而作曲

### 电影
- 1954年上映的日本战争片，《再見了拉包爾 最後的戰鬥機》（ーさらば`ラバウル）

### 随笔
- 漫画家水木茂所作的《水木茂的拉包尔战记》（水木しげるのラバウル戦記）

### 战争纪念设施与活动
1946年3月16日，幸存的中国官兵与当地华侨合作，为死难的中国战俘修建了一座公墓和“中国广东民众死亡纪念碑”，并将部分遗骸迁葬。十几年后墓园荒废，遭当地政府夷为平地。直至2009年，中华民国国防部迎灵小组赴拉包尔挖出纪念碑，抄录姓名后迎“中华民国国军于巴新阵亡将士之灵位”回台。
2010年，中华人民共和国政府于拉包尔市郊建成中国抗战将士和遇难同胞陵园，并定期组织纪念活动。

## 外部連結
- East New Britain Tourism & Trade Directory （页面存档备份，存于）
- Tavurvur, Rabaul Caldera
- PNG National Game Fishing Titles Rabaul 2008[永久]
- Historic images （页面存档备份，存于）: 80 historic images from 1933 in the collection of the National Library of Australia
- Rabaul past images from a Taim Bipoa （页面存档备份，存于）